# Grejs Å
Grejs Å udspringer i Fårup Sø lidt syd for Jelling og løber 22 kilometer gennem Grejsdalen til Vejle Fjord. Mellem Grejs by og Grejsdalen får den tilløb af Solbæk fra øst. I Vejle deler åen sig i Omløbsåen og Mølleåen ved Abelones Plads. Herefter fortsætter vandløbene hver sin vej rundt om Vejle centrum, inden de begge udmunder i Vejle Å og kort efter i Vejle Fjord. 

## Historie
Der har tidligere langs Grejs Å været omkring 14 vandmøller,  der har givet basis for forskellige industrivirksomheder, for eksempel  Grejs Mølle Klædefabrik, der i 1830 var landets største private klædefabrik og beskæftigede 150 medarbejdere.  I slutningen af 1800-tallet og begyndelsen af 1900-tallet, hvor aktiviteten var størst, havde området landets største koncentration af industrimøller.
Åen har været reguleret, men er blevet gensnoet på en 2,3 kilometer lang strækning i det øvre løb, nær Fårup Sø.

## Fredninger
Den øvre del af åen er en del af Natura 2000-område nr. 81 Øvre Grejs Ådal og i Grejs Ådal og Lerbæk Skov blev 220 hektar fredet i 1929. I 2007 blev yderligere 35 ha fredet for at hindre byudviklingen i at ødelægge det naturskønne område.

## Eksterne kilder og henvisninger
1. ↑  Om naturplanen (Webside ikke længere tilgængelig) på Naturstyrelsens websider
2. ↑  Om fredningerne på fredninger.dk

55°45′12.32″N 9°32′7.05″Ø / 55.7534222°N 9.5352917°Ø